# Idiops kaperonis
Idiops kaperonis là một loài nhện trong họ Idiopidae.
Loài này thuộc chi Idiops. Idiops kaperonis được Carl Friedrich Roewer miêu tả năm 1953.